# Суходольский, Лев Степанович
Лев Степанович Суходольский (1826—1883) — российский педагог и духовный писатель

; член Русского географического общества.

## Биография
Лев Суходольский родился в 1826 году в семье священника, воспитывался в духовном училище, затем в духовной семинарии; высшее образование получил в Петербургской духовной академии, курс которой окончил кандидатом в 1845 году.
После окончания духовной академии долгое время работал преподавателем основного богословия, а одно время и инспектором в Уфимской духовной семинарии, занимаясь в то же время в местных архивах главным образом по вопросу о распространении христианства в восточных и северо-восточных губерниях европейской части Российской империи. Плодом этих занятий явились следующие его печатные труды: «Взгляд на первые следы христианства в пределах Оренбургского края» («Оренбургские губернские ведомости», 1858 г., № 20, 21, 24—26 и 35, и отдельно, Оренбург, 1859 г.); «Распространение христианства в земле Уральского казачьего войска в XVIII в.» («Оренбургские губернские ведомости», 1859 г., № 1—4, 7, 8, 13, 15—17 и 31); «Краткие замечания о прежде существовавших монастырях в Оренбургском крае и описание Уфимского Успенского собора» («Оренбургские губернские ведомости», 1860 г., № 38, 39, 44, 47 и 53); «Церковно-статистическое описание Оренбургской епархии» («Оренбургские губернские ведомости», 1854, 1858, 1859 и 1863 гг. — главный труд Суходолького); «Башкирская легенда о Туляке» («Оренбургские губернские ведомости», 1858 г., № 46). 
В 1858 г. он был избран действительным членом Русского географического общества. 
Лев Степанович Суходольский умер 21 декабря (2 января) 1882 (1883) года.